# Kris Knoblauch
Kris Knoblauch (* 24. September 1978 in Imperial, Saskatchewan) ist ein ehemaliger kanadischer Eishockeyspieler und derzeitiger -trainer. Nach seiner eher kurzen Profikarriere, die ihn zu den Austin Ice Bats und dem Hockey Club Neuilly-sur-Marne nach Frankreich führte, war er viele Jahre im kanadischen Juniorenbereich als Trainer tätig. Anschließend betreute er das Hartford Wolf Pack in der American Hockey League (AHL), bevor er nun seit November 2023 als Cheftrainer der Edmonton Oilers in der National Hockey League (NHL) tätig ist.

## Karriere

### Als Spieler
Kris Knoblauch verbrachte seine Juniorenkarriere von 1996 bis 1999 in der Western Hockey League (WHL), wo er für die Red Deer Rebels, Edmonton bzw. Kootenay Ice sowie die Lethbridge Hurricanes aktiv war. Im NHL Entry Draft 1997 wurde er an 166. Position von den New York Islanders ausgewählt, ohne jedoch im Laufe seiner Karriere je in der National Hockey League (NHL) unter Vertrag zu stehen. Von 1999 bis 2004 spielte der Flügelstürmer für das Team der University of Alberta im kanadischen Hochschulsport (CIS) und erwarb in dieser Zeit einen Abschluss in Bildungswissenschaften („Education Major“). Anschließend lief er in der Saison 2004/05 erstmals im Profibereich auf, als er bei den Austin Ice Bats in der Central Hockey League (CHL) aktiv war. Seine aktive Laufbahn ließ er letztlich in Frankreich ausklingen, wo er in der Saison 2005/06 für ein Jahr bei den Bisons de Neuilly-sur-Marne spielte.

### Als Trainer
Seine Laufbahn als Trainer begann Knoblauch im Jahre 2006 als Assistenztrainer bei den Prince Albert Raiders, sodass er in die WHL zurückkehrte. Von 2007 bis 2012 war er dann für seinen früheren Klub, die Kootenay Ice, sowohl als Assistent als auch später von 2010 bis 2012 als Cheftrainer tätig. Dabei gewann er mit dem Team 2011 die WHL-Playoffs um den Ed Chynoweth Cup. Im November 2012 trat er die Nachfolge des entlassenen Robbie Ftorek bei den Erie Otters in der Ontario Hockey League (OHL) an, die er im Verlauf für fünf Jahre trainierte. In dieser Zeit gewann er 2017 die OHL-Playoffs und somit den J. Ross Robertson Cup, während er persönlich 2016 mit der Matt Leyden Trophy als bester Trainer der Liga geehrt wurde. Zudem berief man ihn zweimal in ein All-Star-Team der OHL. In seiner Zeit bei den Otters trainierte er eine Reihe von späteren NHL-Spielern, insbesondere aber auch Connor McDavid, mit dem er später in Edmonton wieder zusammenarbeiten sollte. Außerdem nahm er in seinem letzten OHL-Jahr mit der kanadischen U20-Nationalmannschaft an der U20-Weltmeisterschaft 2017 teil, wobei er als Assistent von Dominique Ducharme am Gewinn der Silbermedaille beteiligt war.
Zur Saison 2017/18 gelang Knoblauch selbst der Sprung in die NHL, indem er als Assistent von Dave Hakstol bei den Philadelphia Flyers engagiert wurde. Dort war er zwei Jahre aktiv und wechselte anschließend in die American Hockey League (AHL), wo ihn das Hartford Wolf Pack als Cheftrainer verpflichtete. Das Team vertrat er 2020 beim AHL All-Star Classic und kam zudem im März 2021 interimsweise zu seinem NHL-Debüt als Cheftrainer der New York Rangers, dem NHL-Kooperationspartner des Wolf Packs. Dabei übernahm er für sechs Partien anstelle von David Quinn, der sich für diese Zeit samt Trainerstab in COVID-19-Isolation befand.
Nach etwa viereinhalb Jahren in Hartford wurde Knoblauch im November 2023 als Nachfolger von Jay Woodcroft bei den Edmonton Oilers vorgestellt. Kurz nach seinem Amtsantritt führte er die Oilers zu einer Siegesserie von 16 Spielen in Folge – die längste eines kanadischen Franchises in der NHL-Geschichte und die zweitlängste überhaupt.

## Erfolge und Auszeichnungen
| - 2011 Ed-Chynoweth-Cup-Gewinn mit den Kootenay Ice - 2014 OHL Second All-Star Team - 2016 Matt Leyden Trophy - 2016 OHL First All-Star Team | - 2017 J.-Ross-Robertson-Cup-Gewinn mit den Erie Otters - 2017 OHL Second All-Star Team - 2017 Silbermedaille bei der U20-Weltmeisterschaft (als Assistenztrainer) - 2020 Teilnahme am AHL All-Star Classic |

## Karrierestatistik
(Legende zur Spielerstatistik: Sp oder GP = absolvierte Spiele; T oder G = erzielte Tore; V oder A = erzielte Assists; Pkt oder Pts = erzielte Scorerpunkte; SM oder PIM = erhaltene Strafminuten; +/− = Plus/Minus-Bilanz; PP = erzielte Überzahltore; SH = erzielte Unterzahltore; GW = erzielte Siegtore; 1 Play-downs/Relegation; Kursiv: Statistik nicht vollständig)